# Franz Körner
Franz Wilhelm Sebastian Körner (* 1. März 1838 in Berlin; † 2. Juni 1911 in Berlin) war der Besitzer mehrerer Kiesgruben im damaligen Rixdorf, dem heutigen Berliner Ortsteil Neukölln.
Um 1865 heiratete Körner seine erste Frau Elisabeth Schloeth (1838–1889). Aus dieser Ehe hatte er vier Kinder (Eugen, Otto, Gertrud und Clara, die im Alter von nur drei Jahren starb).
1890 heiratete er seine zweite Ehefrau Clara, geb. Neumann. 1892 wurde deren Sohn Franz geboren.
Zu Beginn des Jahres 1903 reiste Franz Körner mit seiner zweiten Ehefrau für mehrere Monate nach Ägypten. Ihre Reiseerlebnisse und -erinnerungen fasste Körner in dem 1904 erschienenen Buch mit dem Titel: „Eine Fahrt ins Wunderland. Die Ägyptenreise eines Berliners“ zusammen.
2001 hat der Enkel Lutz Körner das Buch neu verlegen lassen und dem Großvater als Andenken gewidmet.
Körner hinterließ seinen Grundbesitz zwischen Jonasstraße, Schierker Straße und Wittmannsdorfer Straße der Stadt Rixdorf unter der Bedingung, dass der anzulegende Park seinen Namen tragen sollte.
Das Gelände des späteren Körnerparks erlangte archäologische Berühmtheit, als bei Bauarbeiten im Jahr 1912 am Rand das sogenannte „Reitergrab von Neukölln“ gefunden wurde. Es ist eines der wenigen  Gräber in Berlin aus der Zeit der Völkerwanderung.